# Kolga-Jaani kommun
Kolga-Jaani vald var en kommun i Estland 1991–2017. Den ligger i landskapet Viljandimaa, i den centrala delen av landet, 130 km sydost om Tallinn. Antalet invånare är 1 668. Arean är 312 kvadratkilometer.
Småköpingen (estniska: alevik) Kolga-Jaani var dess centralort. Den uppgick 2017 i Viljandi kommun. Den låg på norra sidan om insjön Võrtsjärv. Terrängen i Kolga-Jaani vald är mycket platt.
I kommunen låg 15 byar: Eesnurga, Järtsaare, Kaavere, Lalsi, Leie, Lätkalu, Meleski, Oiu, Otiküla, Odiste, Oorgu, Parika, Taganurga, Vaibla och Vissuvere.
Årsmedeltemperaturen i trakten är 2 °C. Den varmaste månaden är juli, då medeltemperaturen är 17 °C, och den kallaste är januari, med −12 °C.